# Isla Stosch
Isla Stosch är en ö i Chile.   Den ligger i regionen Región de Magallanes y de la Antártica Chilena, i den södra delen av landet, 1 800 km söder om huvudstaden Santiago de Chile. Arean är 405 kvadratkilometer.
Terrängen på Isla Stosch är kuperad. Öns högsta punkt är 918 meter över havet. Den sträcker sig 34,6 kilometer i nord-sydlig riktning, och 28,7 kilometer i öst-västlig riktning.
I omgivningarna runt Isla Stosch växer i huvudsak blandskog. Trakten runt Isla Stosch är nära nog obefolkad, med mindre än två invånare per kvadratkilometer.